# HNK Segesta
HNK Segesta – chorwacki klub piłkarski z siedzibą w Sisaku. Został założony w 1906 roku. Mecze rozgrywa na stadionie Gradski (pojemność 8000). Barwy drużyny są czerwono-białe.

## Europejskie puchary
Legenda do wszystkich tabel:
- Q – runda eliminacyjna, 1/16, 1/8, 1/4, 1/2 – odpowiednia faza rozgrywek, Grupa – runda grupowa, 1r gr – pierwsza runda grupowa, 2r gr – druga runda grupowa, F – finał, R – runda, PO – play-off
- k. – rzuty karne, los. – losowanie, Dogr. – dogrywka, w. – zasada bramek strzelonych na wyjeździe

| Sezon | Rozgrywki        | Runda   | Przeciwnik      | Dom | Wyjazd | Ogólnie    |
| ----- | ---------------- | ------- | --------------- | --- | ------ | ---------- |
| 1996  | Puchar Intertoto | Grupa 6 | Örgryte         | 1–1 |        | 1. miejsce |
| 1996  | Puchar Intertoto | Grupa 6 | Hapoel Tel Awiw |     | 3–1    | 1. miejsce |
| 1996  | Puchar Intertoto | Grupa 6 | Stade Rennais   | 2–1 |        | 1. miejsce |
| 1996  | Puchar Intertoto | Grupa 6 | FC Luzern       |     | 1–0    | 1. miejsce |
| 1996  | Puchar Intertoto | 1/2     | Örebro          | 4–0 | 1–4    | 5–4        |
| 1996  | Puchar Intertoto | F       | Silkeborg       | 1–2 | 1–0    | 2–2, w.    |